# Trybunał inkwizycji w Genui
Trybunał inkwizycji w Genui – sąd inkwizycyjny, mający swą siedzibę w Genui, stolicy Republiki Genueńskiej. Istniał w latach 1256–1798. Był kierowany przez dominikanów. Od połowy XVI wieku należał do struktur inkwizycji rzymskiej.

## Historia
Genua od 1252 wchodziła w skład utworzonej przez papieża Innocentego IV prowincji inkwizytorskiej zwanej „Lombardią i Marchią Genueńską”. Pierwszym inkwizytorem Genui był Anselmo da Genova, udokumentowany w roku 1256. Na początku XIV wieku inkwizytorom genueńskim podlegały okręgi Genui, Ligurii i Alessandrii. Inkwizytorów mianowały od 1303 władze dominikańskiej prowincji zakonnej Lombardii Górnej.
Nie zachowało się zbyt wiele wzmianek o działalności inkwizycji w Genui przed wiekiem XVI. W latach 1494–1497 funkcję inkwizytora pełnił tu dominikanin Paolo Moneglia, będący jednocześnie papieskim Mistrzem Świętego Pałacu w Rzymie. Jego następca, Gaspare Rossetti da Varazze, został w 1518 zdjęty z urzędu przez kapitułę generalną zakonu dominikanów za nadużycia finansowe.
W 1539 generał zakonu dominikanów Agostino Recuperati odebrał konwentualnym zakonnikom z prowincji Lombardii Górnej kontrolę nad urzędem inkwizytorskim w Genui i przekazał ją w ręce zakonników ze zreformowanej (obserwanckiej) Prowincji Obojga Lombardii, utworzonej w 1531. Pierwszym obserwanckim inkwizytorem Genui był Stefano Usodimare.
W 1542 papież Paweł III utworzył w Rzymie Kongregację Rzymskiej Inkwizycji (Święte Oficjum), w celu zwalczania wpływów reformacji we Włoszech. Kongregacja ta w ciągu kilkudziesięciu lat przejęła kontrolę nad działalnością trybunałów papieskiej inkwizycji we Włoszech. W przypadku trybunału genueńskiego, nawiązanie ściślejszych związków z rzymskim Świętym Oficjum datuje się na urzędowanie inkwizytora Girolamo Franchi (1548–1567), który regularnie konsultował się z wielkim inkwizytorem kardynałem Michele Ghislierim. Kiedy Ghislieri w 1566 został papieżem Piusem V, doprowadził do wydania w ręce Świętego Oficjum niejakiego Bartolomeo Bartoccio di Civita di Castello, który był najważniejszym przedstawicielem włoskiej reformacji działającym w Genui. Nieco wcześniej, w 1558, doszło do pożaru siedziby trybunału.
W 1564 papież Pius IV potwierdził jurysdykcję inkwizytorów genueńskich nad całym terytorium Republiki Genui, a sześć lat później papież Pius V nadał inkwizytorom dochody z opactwa S. Andrea a Sestri Ponenti. W 1575 Kongregacja Świętego Oficjum przejęła od władz zakonnych prawo mianowania inkwizytorów Genui. Pierwszym inkwizytorem nominowanym przez Kongregację był Domenico Carlucci.
W latach 1609–1627 inkwizytorem Genui był Eliseo Masini, autor podręcznika dla inkwizytorów Sacro Arsenale: Ovvero Prattica dell’officio Della Santa Inquisitione.
W 1669 władze Republiki wygnały inkwizytora Michele Pio Passi, co zapoczątkowało ostry konflikt ze Stolicą Apostolską. Zakończył on się podpisaniem w 1677 konkordatu, na mocy którego odtąd w trybunale inkwizycyjnym miało zasiadać trzech świeckich „protektorów”.
Genueński trybunał inkwizycyjny został zniesiony prawdopodobnie przez władze utworzonej przez generała Napoleona Bonaparte Republiki Liguryjskiej, jednak nie zachował się żaden akt formalnie go rozwiązujący. Na podstawie zachowanej dokumentacji finansowej można określić prawdopodobny czas likwidacji na luty 1798.

## Organizacja
Na czele trybunału stał inkwizytor, wywodzący się z zakonu dominikanów, z obserwanckiej prowincji Obojga Lombardii. Jego siedziba mieściła się w konwencie S. Domenico w Genui. Podlegało mu 70 wikariuszy, sprawujących nadzór na całym obszarem podległym jurysdykcji trybunału. Obejmował on całą Republikę Genui (w tym Korsykę), a pod względem kościelnym obszary diecezji Genui, Albengi, Brugnato, Mariana e Accia, Nebbio, Ajaccio, Alerii, Sagona, Luni-Sarzana (bez okręgu Garfagnana), Ventimiglia (bez okręgu Sospello), Savony i Noli. Po 1677 w trybunale zasiadali też świeccy urzędnicy, zwani "protektorami".
Finansowego i organizacyjnego wsparcia udzielało inkwizytorowi świeckie Bractwo Świętego Krzyża (crocesignati). Zostało ono utworzone z pewnością przed rokiem 1520, a w 1543 zatwierdzono jego statut.
W wewnętrznej hierarchii trybunałów inkwizycyjnych w zakonie dominikańskim trybunał genueński zaliczany był do pierwszej, najwyższej klasy.

## Archiwum i dane statystyczne
Archiwum genueńskiego trybunału zaginęło po jego zniesieniu w 1798. Do czasów współczesnych przetrwała zaledwie garstka dokumentów, rozproszonych po różnych zbiorach w genueńskich archiwach. Między innymi, zachowała się częściowo szesnastowieczna korespondencja trybunału z Kongregacją Świętego Oficjum oraz dokumentacja wikariatu generalnego dla diecezji Savony z lat 1538–1676. Z ocalałej dokumentacji wynika, że w latach 1512–1583 trybunał genueński osądził 377 podejrzanych, ale żadnego z nich nie skazano na śmierć, z wyjątkiem Bartolomeo Bartoccio di Civita di Castello, który został przekazany w ręce Kongregacji Świętego Oficjum i stracony w Rzymie w 1567. Udokumentowane są natomiast dwie egzekucje z okresu późniejszego. Na początku XVII wieku inkwizytor Giovanni Battista Penna da Finale skazał na śmierć Niemca Stefana oskarżonego o luteranizm, natomiast w 1723 niejaki Nicolo del Medico został stracony za kradzież konsekrowanych hostii. Wiadomo też, że w latach 1609–1627 w Genui odbyło się 28 publicznych abiuracji.

## Lista inkwizytorów
- Anselmo da Genova OP (1256–?)
- Cherubino da Genova OP (?–1292)
- Tommaso di Gorzano da Asti OP (1292–1305)
- Bencio da Alessandria OP (1305–1311)
- Pace de Vedano OP (1311–1330)
- Francesco Galvano OP (1346)
- Marco da Nebbio OP (1351)
- Agostino da Finale (1390)
- Benedetto Scaffacia OP (1397)
- Giacomo d’Albano OP (1418)
- Stefano da Taggia OP (1427–1429)
- Raffaelo de Pornasio OP (1430–1450)
- Filippo de Opizio OP (1450–1456)
- Bernardo Salvago OP (1464–1467)
- Giacopo Inviziati da Alessandria OP, inkwizytor Genui i Alessandrii (1468–1482?)
- Giovanni da Chieri OP (1482–1491?)
- Bernardo Granelli da Genova OP (1493–1494)
- Paolo Moneglia da Genova OP (1494–1497)
- Gaspare Rossetti da Varazze OP (1497–1518)
- Giacomo Negro da Venezia OP (ok. 1520–1525)
- Martino Giustiniani da Genova (1525?–1530)
- Sisto Nardini OP (1534–1539)
- Stefano Usodimare OP (1539–1547)
- Antonio de Sigestro OP (1547–1548)
- Girolamo Franchi OP (1548–1567)
- Niccolò Potestate OP (1567–1568)
- Stefano Calvisio OP (1568–1571)
- Valentino dei Conti de Ventimiglia OP (1572–1575)
- Domenico Carlucci OP (1575–1577)
- Giovanni Battista Borgo da Bologna OP (1577–1582)
- Timoteo Bottoni OP (1582–1583)
- Girolamo Bernerio OP (1583–1586)
- Cipriano da Rimini OP (1586–1587)
- Alberto Drago da Fiorenzuola OP (1587–1590)
- Giovanni Battista Lancio OP (1590–1597)
- Agostino Galamina OP (1597–1600)
- Giovanni Battista Penna da Finale OP (1600–1609)
- Eliseo Masini OP (1609–1627)
- Vincenzo Maculani OP (1627–1629)
- Pietro Martire Ricciardi OP (1629–1632)
- Giovanni Battista Bosselli OP (1632–1633)
- Giovanni Battista Bosio da Capriata OP (1633–1635)
- Vincenzo Preti OP (1635–1639)
- Giustiniano Vagnoni OP (1639–1647)
- Prospero Bagarotti OP (1647–1652)
- Agostino Cermelli OP (1652–1662)
- Michele Pio Passo OP (1662–1669)
- Silvio Cerchi OP (1669–1674)
- Tommaso Mazza OP (1674–1679)
- Angelo Giuliani da Cesena OP (1679–1681)
- Tommaso Maria Bosi da Bologna OP (1681–1688)
- Giandomenico Bertacci da Cingulo OP (1689–1701)
- Tommaso Vincenzo Bernardi de Recinto OP (1701–1711)
- Carlo Francesco Corradi OP (1711)
- Angelo Michele Navone OP (1711)
- Domenico Maria Bassi da Castelnuovo Scrivia OP (1712–1720)
- Andrea Reali da Forlì OP (1720–1738)
- Alessandro Pio Sauli da Forlì OP (1739–1743)
- Alessandro Origoni OP (1743-1754)
- Tommaso Antonio Ricci OP (1754-1756)
- Giovanni Francesco Cremona OP (1756–1765)
- Filippo Boccadoro OP (1765–1780)
- Giovanni Stefano Anselmi OP (1780-1798)